# Kawhi Leonard
Kawhi Anthony Leonard (Riverside, California, 29 de junio de 1991) es un jugador de baloncesto estadounidense que pertenece a la plantilla de Los Angeles Clippers de la NBA. Con 2,01 metros de estatura, juega en la posición de alero.
El 15 de junio de 2014, se proclamó campeón de la NBA con los San Antonio Spurs, siendo nombrado MVP de las Finales tras su gran defensa sobre LeBron James. 
En 2016 participó por primera vez en su carrera como titular en el All-Star Game de la NBA. Logro que repetiría en 2017, 2019, 2020 y 2021.
En 2015 y 2016 fue nombrado Mejor defensor de la NBA y fue elegido para el Mejor Quinteto Defensivo de la NBA hasta en 3 ocasiones consecutivas durante 2015, 2016 y 2017.
El 13 de junio de 2019, con Toronto Raptors, se proclamó campeón de la NBA por segunda vez en su carrera consiguiendo, también, su segundo MVP de las Finales.

## Carrera deportiva

### Universidad

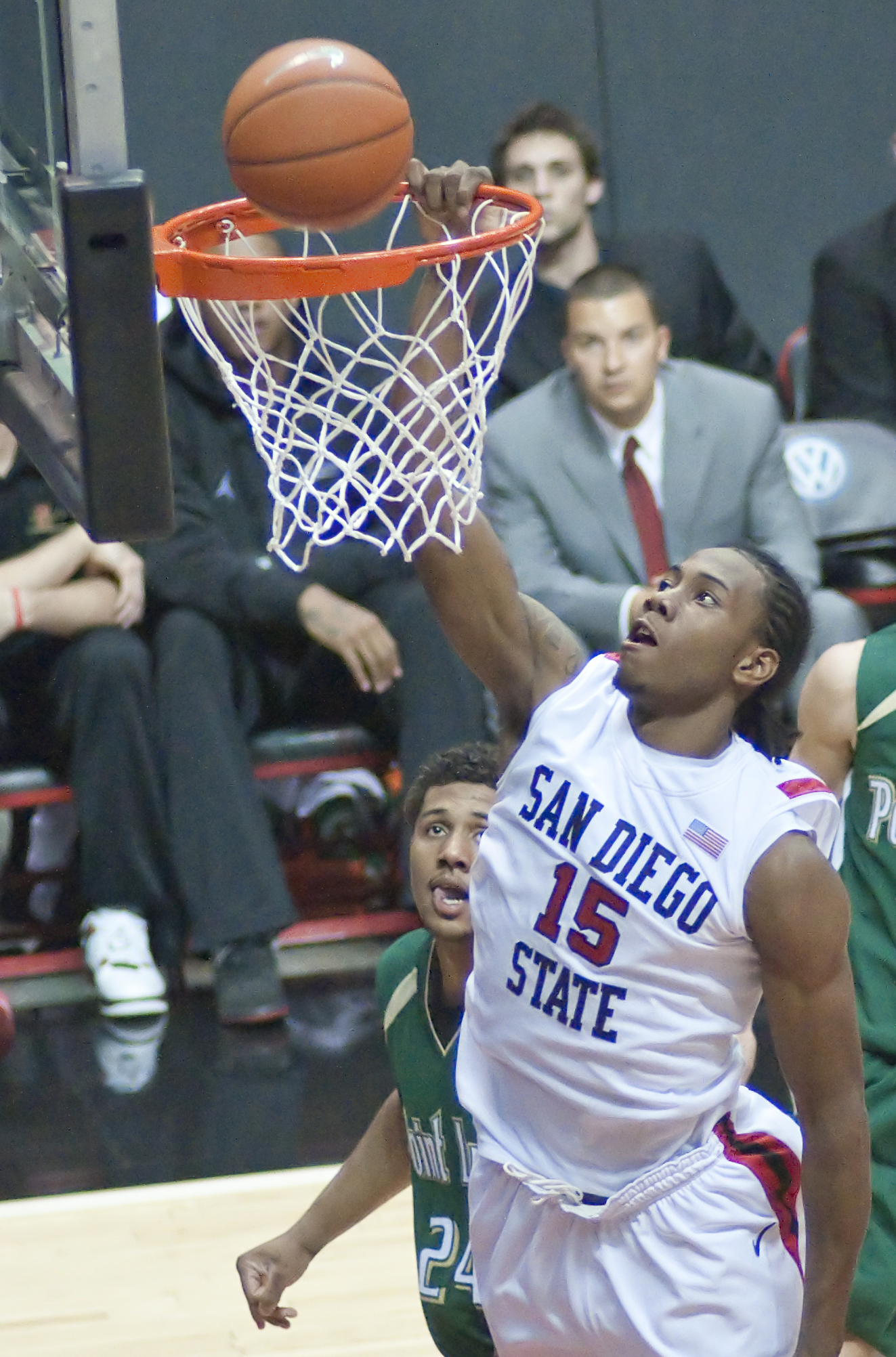
Leonard con San Diego State en 2009.

Jugó durante dos temporadas con los Aztecs de la Universidad Estatal de San Diego, en las que promedió 14,1 puntos, 10,3 rebotes y 2,2 asistencias por partido. En su primera temporada fue titular en 33 de los 34 partidos que disputó, logrando 17 dobles-dobles y liderando la Mountain West Conference en rebotes. Su mejor partido lo disputó ante Cal State Fullerton, logrando 23 puntos y 18 rebotes. Fue elegido finalmente novato del año de la conferencia e incluido en el primer equipo de la misma, la primera vez en la historia de la MWC que un freshman aparece en el mejor quinteto.
En su segunda temporada acabó en la cuarta posición de todo el país en dobles-dobles conseguidos: 23. Fue elegido de nuevo en el mejor quinteto de la conferencia, e incluido por Associated Press en el segundo quinteto All-American y en el segundo equipo consensuado. En abril de 2011 anunció su intención de renunciar a los dos años que le quedaban como universitario para presentarse al draft de la NBA.

#### Estadísticas
| Año     | Equipo          | PJ | PT | MPP  | %TC  | %3P  | %TL  | RPP  | APP | ROB | TPP | PPP  |
| ------- | --------------- | -- | -- | ---- | ---- | ---- | ---- | ---- | --- | --- | --- | ---- |
| 2009–10 | San Diego State | 34 | 33 | 31.3 | .455 | .205 | .726 | 9.9  | 1.9 | 1.4 | .7  | 12.7 |
| 2010–11 | San Diego State | 36 | 36 | 32.6 | .444 | .291 | .759 | 10.6 | 2.5 | 1.4 | .7  | 15.5 |
| Total   | Total           | 70 | 69 | 31.9 | .449 | .250 | .744 | 10.2 | 2.2 | 1.4 | .7  | 14.1 |

### NBA

#### 2011-13, inicios en San Antonio Spurs
Fue elegido en la decimoquinta posición del Draft de la NBA de 2011 por Indiana Pacers, pero fue traspasado a San Antonio Spurs junto con la elección 42, Dāvis Bertāns y los derechos sobre Erazem Lorbek a cambio de George Hill. En su primera temporada consiguió aparecer en el primer quinteto de rookies del año, y desde esa primera temporada, ya desempeñó un papel importante en el equipo.
En la siguiente temporada (2012-2013) se confirmó lo que apuntaba en su temporada de rookie, su valía como jugador de futuro era indiscutible. Salió de titular en todos los encuentros de la liga regular salvo en uno. Subió su contribución notablemente, hasta los 11,9 puntos por partido y 6 rebotes. 
En playoffs dio un paso adelante y su contribución subió hasta los 13,5 puntos y 9 rebotes, jugando un papel fundamental para que San Antonio Spurs pudiera disputar las finales de la NBA. Tras una dramática serie de 7 partidos, finalmente perdieron el título frente a los Miami Heat de LeBron James.

#### 2013-14, primer anillo y MVP de las finales
Tras el varapalo de perder las finales el año anterior, los Spurs volvieron a comandar la conferencia Oeste, con el mejor récord de la liga, lo que les aseguraría el factor cancha en todos los playoffs. Kawhi Leonard promedió 12,8 puntos y 6,2 rebotes por partido en liga regular. 
En los playoffs promedió 14,3 y 6,7 rebotes por partido, siendo importante para derrotar a Portland Trail Blazers en semifinales de conferencia. Tras derrotar a Oklahoma City Thunder en las finales de conferencia por 4-2, volvieron a disputar las finales de la NBA por segundo año consecutivo, la primera vez en la historia de la franquicia. Su rival en la final volvía a ser Miami Heat. 
Tras los dos primeros partidos de la final, donde su contribución fue discreta, en los partidos disputados en Miami su importancia en la serie fue vital. Defendió a la estrella rival, LeBron James, y anotó 29 puntos y 20 puntos en los dos partidos. Además capturó 14 rebotes en el segundo partido disputado en Miami (4 de la serie). Ya en San Antonio, en el quinto partido, anotó 22 puntos y capturó 10 rebotes, además de otra genial defensa sobre LeBron James. 
Kawhi fue nombrado MVP de las Finales, convirtiéndose en el sexto jugador de la historia en llevarse el galardón sin haber participado en ningún All-Star previamente. Sus promedios fueron de 17,8 puntos y 6,4 rebotes por partido, encestando el 61% de sus tiros de campo (58% en triples). Con 22 años, se convierte el segundo MVP más joven de la historia después de Magic Johnson, que consiguió el galardón con 20 y con 22 años.

#### 2014-15, jugador defensivo del año

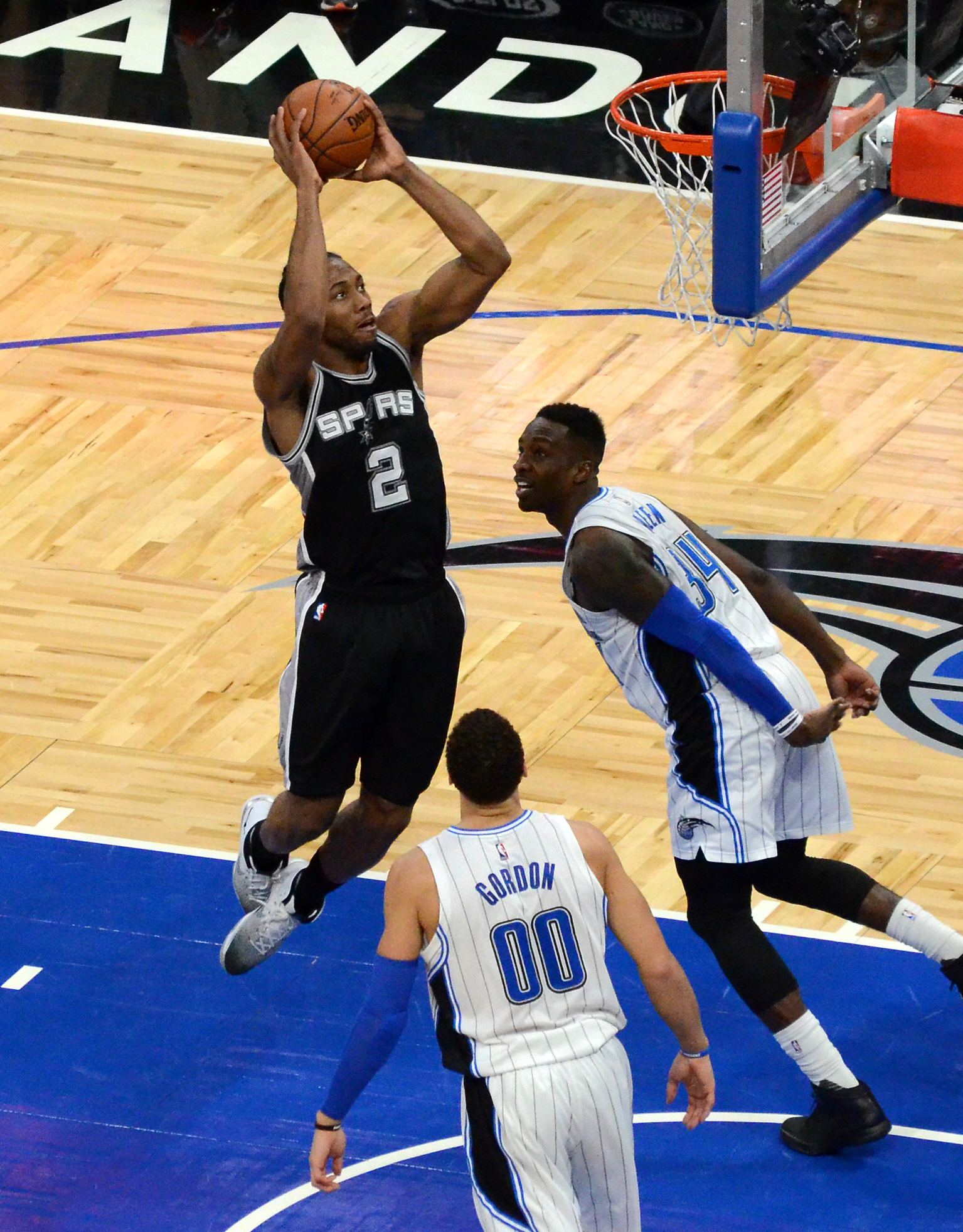
Leonard con San Antonio en 2017.

La temporada siguiente no hizo más que confirmar que era el nuevo jugador franquicia de San Antonio Spurs. Promedió 16,5 puntos y 7,2 rebotes por partido. Lideró la liga en robos (2,3), lo que le valió para ser nombrado por primera vez Mejor Defensor de la NBA. Sin embargo el equipo no hizo tan buena temporada como campañas pasadas, y solo pudieron ser sextos en la conferencia oeste, enfrentándose en primera ronda a Los Angeles Clippers. Tras una tensa serie que se fue al séptimo partido, cayeron eliminados por una canasta ganadora de Chris Paul a falta de 1 segundo para el final. Kawhi promedió en la serie 20,3 puntos y 7,4 rebotes.

#### 2015-17, All-Star y otra vez mejor jugador defensivo del año
Ya confirmado como el nuevo jugador franquicia, y tras la incorporación en verano de Lamarcus Aldridge, San Antonio Spurs hizo la mejor temporada de su historia, consiguiendo 67 victorias en temporada regular, lo que le valió para ser segundos en la conferencia oeste, tras Golden State Warriors (que a su vez hicieron la mejor temporada de la historia de la NBA,73-9, superando el récord de victorias de los Bulls del 96). Fue elegido para jugar como titular el All-Star por primera vez en su carrera. Jugó 25 minutos, anotó 17 puntos y capturó 6 rebotes. 
Al finalizar la temporada fue nombrado por segunda vez consecutiva Mejor Defensor de la NBA, primer jugador exterior que lo logra tras Sidney Moncrief en las temporadas 82-83 y 83-84. Lideró a su equipo en anotación en temporada regular con 21,2 puntos por partido, además de lograr 6,8 rebotes por partido.
Al año siguiente, durante los playoffs de 2017, en el primer partido de la serie contra Golden State Warriors, se produce un lance en el juego, entre Kawhi y Zaza Pachulia, que hace que Leonard caiga lesionado de gravedad.

#### 2017-18, lesión y marcha a Toronto

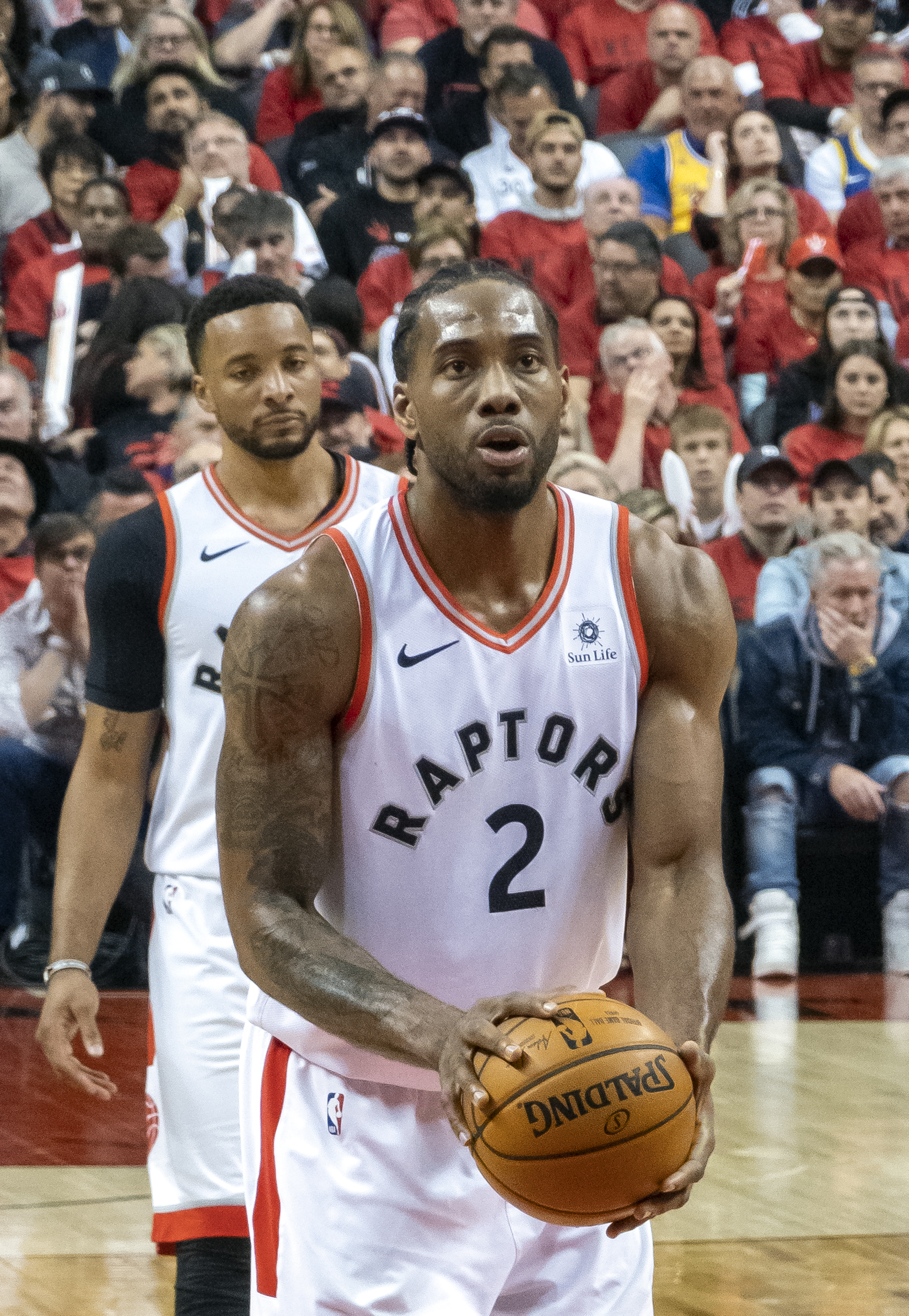
Leonard con Toronto en 2019.

La temporada 2017-18 se vio ensombrecida por su lesión, donde los rumores de regreso y las filtraciones, provocaron un clima enrarecido en la franquicia, hecho que hizo que solo disputara 9 encuentros de temporada regular.
En verano de 2018 es traspasado a Toronto Raptors, junto a Danny Green, a cambio de DeMar DeRozan, Jakob Pöltl y un pick de primera ronda del Draft en 2019.

#### 2018-19, título con Toronto
Kawhi ayudó a los Toronto Raptors a finalizar la temporada regular como campeones de la división del atlántico con un balance de 58-24. Fue nombrado All-Star por tercera vez en su carrera y logró aparecer en el segundo mejor quinteto del año. Ya en los play-offs, se deshicieron en primera ronda de Orlando Magic (4-1) y ganaron a los Philadelphia 76ers, con una canasta agónica suya en el séptimo partido (4-3). En la final de conferencia, tras perder los dos primeros partidos, vencieron los cuatro siguientes a los Milwaukee Bucks de Giannis Antetokounmpo para terminar la serie 4-2. Ya en la final de la NBA, se enfrentaron a los vigentes campeones, los Golden State Warriors, y conquistaron su primer título como franquicia, al imponerse por 4-2, donde Leonard, fue nombrado MVP de las Finales. Convirtiéndose en el tercer jugador en lograr dicho premio con dos equipos distintos, junto a LeBron James y Kareem Abdul-Jabbar, siendo el primero que lo consigue para equipos de distintas conferencias.

#### 2019-22, marcha a California
Tras unas semanas de incertidumbre decide no renovar con los Raptors, y el 6 de julio de 2019 firma un contrato con Los Angeles Clippers con una duración de 4 años y por 142 millones de dólares. Debutó en liga regular con los Clippers en una victoria 112-102 frente a Los Angeles Lakers, anotando 30 puntos. Entre enero y febrero de 2020, firmó un récord personal de 9 partidos consecutivos anotando 30 puntos o más, siendo durante esa racha frente a los Miami Heat, donde consiguió el primer triple-doble de su carrera. En el mes de enero fue seleccionado, por cuarta vez en su carrera, como titular del All-Star y además fue elegido jugador de la semana de la Conferencia Oeste. El 16 de febrero fue nombrado MVP del All Star Game de 2020 celebrado en el United Center de Chicago, tras conseguir 30 puntos en los 20 minutos que disputó y la victoria junto al equipo capitaneado por LeBron James.
Terminaron la temporada como segundos del Oeste, pero en los PlayOffs cayeron en el séptimo partido de las semifinales de conferencia, ante Denver Nuggets (3-4). En sus primeros playoff con los californianos, anotó 29 puntos o más en los primeros siete partidos de postemporada, siendo el quinto jugador de la historia en lograr este hecho.
El 18 de febrero de 2021, fue elegido por quinta vez para disputar el All-Star Game que se celebró en Atlanta. En el cuarto partido de semifinales de conferencia ante los Utah Jazz, sufrió una lesión en la rodilla con lo que terminó su temporada. El 14 de julio se confirmó que se sometería a una operación para reparar el ligamento que tenía parcialmente roto.

#### 2021-22, año en blanco
El 12 de agosto de 2021, acuerda una extensión de contrato con los Clippers por $176 millones y 4 años. No disputa un solo encuentro en toda la temporada, recuperándose de la rodilla.

#### 2022-23, regreso
Regresa, tras un año sin jugar, el 20 de octubre de 2022 ante Los Angeles Lakers anotando 14 puntos. El 24 de febrero de 2023, anota 44 puntos ante Sacramento Kings. El 1 de abril consigue 40 puntos ante New Orleans Pelicans.

#### 2023-24, suplente All-Star
El 10 de enero de 2024 los Clippers y Leonard acordaron una extensión de contrato de tres años y 152,4 millones de dólares que se extenderá hasta la temporada 26-27. El 1 de febrero se anunció su participación como suplente en el All-Star Game, siendo la sexta nominación de su carrera. Esa temporada disputó 68 encuentros de temporada regular, siendo la tercera más alta de su carrera, pero cayó lesionado en primera ronda de playoffs.

#### 2024-25, más lesiones
En septiembre de 2024 se sometería a una operación de rodilla, que le haría perderse el inicio de la temporada 2024-25. El 17 de octubre se anunció que sufría una inflamación severa en la rodilla y que era baja indefinida. Disputó el primer encuentro del curso, el 4 de enero de 2025 ante Atlanta Hawks. El 2 de marzo anota 33 puntos ante Los Angeles Lakers. El 9 de marzo consigue la canasta ganadora sobre la bocina ante Sacramento Kings.

## Estadísticas de su carrera en la NBA
|  | Denota temporada en la que ganó un Campeonato de la NBA |
|  | Líder de la liga                                        |

### Temporada regular
| Año      | Equipo        | PJ  | PT  | MPP  | %TC  | %3P  | %TL  | RPP | APP | ROB | TPP | PPP  |
| -------- | ------------- | --- | --- | ---- | ---- | ---- | ---- | --- | --- | --- | --- | ---- |
| 2011-12  | San Antonio   | 64  | 39  | 24.0 | .493 | .376 | .773 | 5.1 | 1.1 | 1.3 | .4  | 7.9  |
| 2012-13  | San Antonio   | 58  | 57  | 31.2 | .494 | .374 | .825 | 6.0 | 1.6 | 1.7 | .6  | 11.9 |
| 2013-14  | San Antonio   | 66  | 65  | 29.1 | .522 | .379 | .802 | 6.2 | 2.0 | 1.7 | .8  | 12.8 |
| 2014-15  | San Antonio   | 64  | 64  | 31.8 | .479 | .349 | .802 | 7.2 | 2.5 | 2.3 | .8  | 16.5 |
| 2015-16  | San Antonio   | 72  | 72  | 33.1 | .506 | .443 | .874 | 6.8 | 2.6 | 1.8 | 1.0 | 21.2 |
| 2016-17  | San Antonio   | 74  | 74  | 33.4 | .485 | .381 | .880 | 5.8 | 3.5 | 1.8 | .7  | 25.5 |
| 2017-18  | San Antonio   | 9   | 9   | 23.3 | .468 | .314 | .816 | 4.7 | 2.3 | 2.0 | 1.0 | 16.2 |
| 2018-19  | Toronto       | 60  | 60  | 34.0 | .496 | .371 | .854 | 7.3 | 3.3 | 1.8 | .4  | 26.6 |
| 2019-20  | L.A. Clippers | 57  | 57  | 32.4 | .470 | .378 | .886 | 7.1 | 4.9 | 1.8 | .6  | 27.1 |
| 2020-21  | L.A. Clippers | 52  | 52  | 34.1 | .512 | .398 | .885 | 6.5 | 5.2 | 1.6 | .4  | 24.8 |
| 2022-23  | L.A. Clippers | 52  | 50  | 33.6 | .512 | .416 | .871 | 6.5 | 3.9 | 1.4 | .5  | 23.8 |
| 2023-24  | L.A. Clippers | 68  | 68  | 34.3 | .525 | .417 | .885 | 6.1 | 3.6 | 1.6 | .9  | 23.7 |
| 2024-25  | L.A. Clippers | 37  | 37  | 31.9 | .498 | .411 | .810 | 5.9 | 3.1 | 1.6 | .5  | 21.5 |
| Total    | Total         | 733 | 704 | 31.8 | .499 | .392 | .860 | 6.4 | 3.1 | 1.7 | .6  | 20.1 |
| All-Star | All-Star      | 6   | 5   | 18.2 | .524 | .395 | —    | 5.2 | 3.3 | 1.0 | .2  | 13.8 |

### Playoffs
| Año   | Equipo        | PJ  | PT  | MPP  | %TC  | %3P  | %TL  | RPP | APP | ROB | TPP | PPP  |
| ----- | ------------- | --- | --- | ---- | ---- | ---- | ---- | --- | --- | --- | --- | ---- |
| 2012  | San Antonio   | 14  | 14  | 27.1 | .500 | .450 | .813 | 5.9 | .6  | 1.2 | .4  | 8.6  |
| 2013  | San Antonio   | 21  | 21  | 36.9 | .545 | .390 | .633 | 9.0 | 1.0 | 1.8 | .5  | 13.5 |
| 2014  | San Antonio   | 23  | 23  | 32.0 | .510 | .419 | .736 | 6.7 | 1.7 | 1.7 | .6  | 14.3 |
| 2015  | San Antonio   | 7   | 7   | 35.7 | .477 | .423 | .771 | 7.4 | 2.6 | 1.1 | .6  | 20.3 |
| 2016  | San Antonio   | 10  | 10  | 33.9 | .500 | .436 | .824 | 6.3 | 2.8 | 2.6 | 1.4 | 22.5 |
| 2017  | San Antonio   | 12  | 12  | 35.8 | .525 | .455 | .931 | 7.8 | 4.6 | 1.7 | .5  | 27.7 |
| 2019  | Toronto       | 24  | 24  | 39.1 | .490 | .379 | .884 | 9.1 | 3.9 | 1.7 | .7  | 30.5 |
| 2020  | L.A. Clippers | 13  | 13  | 39.3 | .489 | .329 | .862 | 9.3 | 5.5 | 2.3 | .8  | 28.2 |
| 2021  | L.A. Clippers | 11  | 11  | 39.3 | .573 | .393 | .880 | 7.7 | 4.4 | 2.1 | .8  | 30.4 |
| 2023  | L.A. Clippers | 2   | 2   | 40.2 | .545 | .600 | .882 | 6.5 | 6.0 | 2.0 | .5  | 34.5 |
| 2024  | L.A. Clippers | 2   | 2   | 29.7 | .458 | .000 | .667 | 8.0 | 2.0 | 2.0 | .5  | 12.0 |
| 2025  | L.A. Clippers | 7   | 7   | 37.9 | .537 | .405 | .778 | 7.6 | 4.7 | 1.1 | .7  | 25.0 |
| Total | Total         | 146 | 146 | 35.6 | .513 | .399 | .841 | 7.8 | 3.0 | 1.8 | .7  | 21.5 |

## Vida personal
Leonard es hijo de Mark Leonard y Kim Robertson, siendo el más pequeño y tiene 4 hermanas mayores. Su padre fue asesinado el 18 de enero de 2008 en Compton (California), en un lavadero de coches de su propiedad. A junio de 2019, el asesino todavía no ha sido encontrado.
Leonard es primo del jugador de fútbol americano Stevie Johnson.
Leonard y su novia, Kishele Shipley, tienen dos hijos (2016 y 2019).
El tamaño de las manos de Leonard son de las más grandes de la NBA. Sus manos abiertas miden 28,6 cm desde la punta del dedo pulgar hasta la punta del dedo meñique, más extensas que los 24 cm de diámetro que mide un balón oficial de baloncesto. Debido a sus enormes manos es apodado de The Claw (en español: La Garra)..
Desde su llegada a la NBA en 2011, fue patrocinado por la empresa subsidiaria de Nike, Air Jordan. Pero Leonard firmó con la marca estadounidense New Balance en noviembre de 2018. En 2019, se reveló que Leonard y Nike mantienen un litigio por la autoría de un logo realizado por Leonard, pero comercializado por la empresa.
Leonard es conocido por su carácter tranquilo y reservado. Rara vez concede entrevistas y evita las preguntas sobre su vida privada. También ha declarado que no consume noticias ni utiliza las redes sociales.
El 3 de mayo de 2021, durante un Instagram Live habló con el jugador de instituto Mikey Williams y anunció que lanzaría un álbum de hip-hop titulado Culture Jam a finales de 2021. Leonard describió el proyecto como una "fusión de hip-hop y baloncesto". Anunció también la canción "Everything Different" con la colaboarción de YoungBoy Never Broke Again y Rod Wave. El álbum fue a beneficio de una organización benéfica creada en memoria de Kobe y Gigi Bryant. El 23 de julio, publicó las canciones "Waves" y "Everything Different". Y finalmente el 21 de octubre, lanzó el álbum completo.
Leonard hizo un cameo en el videoclip de Drake, "Way 2 Sexy" del álbum Certified Lover Boy (2021).
En abril de 2023 su hermana, Kimesha Williams, fue condenada por robo y asesinato en primer grado a cadena perpetua sin libertad condicional, por el asesinato de una mujer de 84 años en el Pechanga Resort Casino de Temecula (California), el 31 de agosto de 2019.